# Squeeze technika
A squeeze technika (a squeeze angol eredetű szó, jelentése: ’összenyomás’, ’szorítás’), vagy elszorításos technika a korai magömlés késleltetésének egyik ismert módja. Hatásának tartósságáról megoszlik a szakértők véleménye, azonban a rendszeresen alkalmazók biztató eredményekről számoltak be.

## A korai magömlésről
A korai magömlés a 60 év alatti férfiak leggyakoribb szexuális zavara. A felmérések szerint férfi társadalom 30%-a érintett a korai magömlésben, az arányuk meghaladja a merevedési zavarban szenvedőkét. A független Nemzetközi Szexuális Medicina Társaság álláspontja szerint korai magömlésről akkor beszélhetünk, ha a férfi magömlése a kontroll elvesztése mellett, rendszeresen a hüvelybe történő behatolás előtt, vagy a behatolást követően 1-2 percen belül megtörténik. Szexológusok szubjektív oldali definíciója szerint korai magömlésnek tekinthető az a jelenség is, amikor a férfi rendszeresen nem tud kontrollt tartani magömlése felett a női orgazmus bekövetkezéséhez szükséges ideig. Két alfaja különböztethető meg: az élethosszig tartó korai magömlés és a szerzett korai magömlés.

## A squeeze technika leírása

### A nyomás helye
A hímvessző alsó (tehát a lábak felőli) oldalán, a makk pereme eltűnik és egybeolvad a hímvessző törzsével. Az egybeoldásnál található fitymafék alatt található az a reflexpont, amely a reflexfolyamatok megállításáért felelős. Ezen a ponton keresztül futnak a makk idegvégződéseiből az agyba információt szállító idegpályák, így a pont nyomására az idegpályákon futó „kommunikáció” megszakítható, a magömlést szabályozó automatikus biológiai folyamat megszakítható.

### A technika alkalmazásának helyes időpontja és időtartama
A magömlés előtt kb 7-20 másodperccel, az úgynevezett előrejelzési szakasz során a férfi érzi közeledő ejakulációját, amely változatlan intenzitású ingerlés következtében be is következne. Ebben az időbeli szakaszban a fentebb írt helyen alkalmazandó középerős nyomás képes az ejakulációs folyamatot meggátolni. Fontos tudni, hogy az előrejelzési szakaszt egy 4-8 másodperces elkerülhetetlenségi szakasz követi, beindul az ejakuláció szimpatikus idegrendszer által vezérelt reflexfolyamata, ami ilyenkor mindig végigfut, nem akadályozható meg a magömlés bekövetkezése. Ezért a technika alkalmazásának hatékonysága nagy mértékben függ annak időzítésétől.
A nyomás időtartama 5-10 másodperc, mely során megszűnik az ejakulációs inger, az izgalmi szint kissé visszaesik.